# 中島めぐみ (女優)
中島 めぐみ（なかじま めぐみ、1962年2月20日 - ）は、日本の元タレント・元歌手。本名は中山京子。埼玉県越谷市出身。姉はテレビドラマ・Gメン'75で活躍した女優の中島はるみ。身長160cm（1981年）。

## 来歴・人物
嘉悦女子高等学校（現・かえつ有明高等学校）卒業。
大学の英文科を目指したが、姉がモデルから売れっ子女優へと転身していくのを見て、またオードリー・ヘプバーンへの憧れもあってタレント志望となった。
1980年テレビドラマ「ただいま放課後」でデビュー。
最初に所属した事務所は「田中プロ」。
1981年に歌手としてレコード「ラメ色のデカメロン」でデビューする。
同期には林紀恵、杉田愛子、沢村美奈子などがいた。
1983年に「酒井広うわさのスタジオ」のアシスタントになる。

## 出演

### テレビドラマ
- ただいま放課後 第1シリーズ（1980年、CX）
- ただいま放課後第2シリーズ
- Gメン'75（TBS）
  - 第292話「香港の女カラテ対Gメン」（1981年）
  - 第293話「香港の女カラテ対Gメン PART2」
  - 第294話「香港の女カラテ対Gメン PART3」
- 思えば遠くへ来たもんだ（1981年、TBS） - 伊沢清子
- ぼくらの時代（1981年、TBS）
- 美しい女医の診察室III（1985年8月12日、テレビ朝日）
- 金曜日の妻たちへIII・恋におちて（1985年、TBS）
- 土曜ワイド劇場・牟田刑事官事件ファイル「奥鬼怒川湯けむり渓谷の殺意」（1987年、ANB）
- ジャングル 第2話「バラバラ事件・その2」（1987年、NTV）
- 水戸黄門（TBS）
  - 第17部 第25話「狙われた二人の黄門様 -大坂-」（1988年2月15日）、第26話「旅の終わりの波瀾万丈 -大坂・江戸-」（1988年2月22日） - 久美
  - 第18部
    - 第3話「黄門様が用心棒 -粕壁-」（1988年9月26日） - おふみ
    - 第30話「天下の嶮の悪退治 -箱根-」（1989年4月10日） - おゆき
- 季節はずれの海岸物語（1988年1月1日、フジテレビ）−克江
- 大岡越前 第10部　第16話「名乗り出た三人の下手人」（1988年、TBS） - お民
- 森繁久彌ドラマ・花くらべ（1988年、TBS）
- 火曜サスペンス劇場・嘘を重ねて（1989年、NTV）
- 女ねずみ小僧 第9話「さすらいのラブレター男」（1989年、CX）

### ラジオ
- NISSANナマ生ステーション・日本全国7時半! （1981年、ニッポン放送）月曜パーソナリティー

## 音楽

### シングル
| 発売日               | 規格                 | 規格品番             | 面                   | タイトル                 | 作詞                 | 作曲                 | 編曲                 |
| キャニオン・レコード | キャニオン・レコード | キャニオン・レコード | キャニオン・レコード | キャニオン・レコード     | キャニオン・レコード | キャニオン・レコード | キャニオン・レコード |
| -------------------- | -------------------- | -------------------- | -------------------- | ------------------------ | -------------------- | -------------------- | -------------------- |
| 1981年6月21日        | EP                   | 7A-0081              | A                    | ラメ色のデカメロン       | 阿久悠               | 小笠原寛             | 小笠原寛             |
| 1981年6月21日        | EP                   | 7A-0081              | B                    | EVE                      | 阿久悠               | 小笠原寛             | 小笠原寛             |
| 1981年10月21日       | EP                   | 7A-0115              | A                    | レディ！ごきげんな毎日を | 阿久悠               | 小笠原寛             | 小笠原寛             |
| 1981年10月21日       | EP                   | 7A-0115              | B                    | ミンクとジーンズ         | 阿久悠               | 小笠原寛             | 小笠原寛             |
| 1982年6月            | EP                   | 7A-0193              | A                    | あなたにBETTERぼれ       | 阿久悠               | 大野克夫             | 大野克夫             |
| 1982年6月            | EP                   | 7A-0193              | B                    | 気分はJOJO               | 阿久悠               | 小笠原寛             | 馬飼野康二           |